# Haliplus kotoshonis
Haliplus kotoshonis is een keversoort uit de familie watertreders (Haliplidae). De wetenschappelijke naam van de soort is voor het eerst geldig gepubliceerd in 1931 door Kano & Kamiya.